# Смирнов Леонід Васильович (політик)
Леонід Васильович Смирнов (16 квітня 1916, місто Кузнецьк, тепер Пензенська область — 21 грудня 2001, Москва) — діяч оборонно-промислового комплексу СРСР, директор Південного машинобудівного заводу в Дніпропетровську (1952—1957). Член ЦК КПУ в 1956—1961 роках. Депутат Верховної Ради СРСР 6—11-го скликань. Член ЦК КПРС в 1961—1986 роках. Двічі Герой Соціалістичної Праці (17.06.1961, 6.10.1982).

## Біографія
Народився в родині робітника. Трудову діяльність розпочав у 1930 році електромонтером міської електромережі в місті Ростові-на-Дону. У 1930—1932 роках — учень школи фабрично-заводського учнівства. У 1933—1934 роках — студент Новочеркаського індустріального інституту.
У 1934—1936 роках — черговий електромонтер, у 1936—1937 роках — інспектор з електронагляду, у 1937—1939 роках —  інженер електропідстанції міста Новочеркаська.
У 1939 році закінчив електромеханічний факультет Новочеркаського індустріального інституту.
У 1939—1948 роках — заступник начальника і начальник цеху, заступник головного енергетика, начальник теплоелектроцентралі, головний енергетик Новочеркаського заводу шахтного обладнання Ростовської області РРФСР.
Член ВКП(б) з 1943 року.
У 1948—1949 роках — слухач Промислової академії Міністерства озброєнь СРСР у Москві.
У 1949—1951 роках — директор Центрального науково-дослідного інституту автоматики і гідравліки Міністерства озброєнь СРСР. У 1951—1952 роках — начальник Головного управління ракетно-космічної техніки Міністерства озброєнь СРСР.
У 1952—1957 роках — директор Південного машинобудівного заводу в Дніпропетровську.
У 1957—1961 роках — начальник Головного управління, а у 1961 році — заступник голови Державного комітету Ради Міністрів СРСР з оборонної техніки.
У червні 1961 — березні 1963 року — голова Державного комітету Ради Міністрів СРСР з оборонної техніки — міністр СРСР.
У березні 1963 — листопаді 1985 року — заступник голови Ради Міністрів СРСР.
З листопада 1985 року — на пенсії у Москві

## Нагороди
- двічі Герой Соціалістичної Праці (17.06.1961, 6.10.1982)
- шість орденів Леніна (20.06.1959, 17.06.1961, 15.04.1966, 26.11.1971, 15.04.1976, 6.10.1982)
- орден Трудового Червоного Прапора (26.04.1956)
- орден Червоної Зірки (2.06.1945)
- медалі
- лауреат Ленінської премії (1960)